# Afroedura marleyi
Afroedura marleyi — вид геконоподібних ящірок родини геконових (Gekkonidae). Мешкає в Південній Африці.

## Поширення і екологія
Afroedura marleyi мешкають на північному сході Південно-Африканської Республіки, на південному сході провінції Мпумаланга і на сході провінції Квазулу-Наталь, на сході Есватіні, зокрема в горах Лубомбо, а також на крайньому півдні Мозамбіку. Вони живуть в різноманітних природних середовищах, від прибережних лісів до саван. Зустрічаються на висоті до 700 м над рівнем моря.